# Станислав Шопов
Станислав Тихомиров Шопов е български футболист, атакуващ полузащитник на Осиек.

## Клубна кариера
Юноша на „Ботев“ от 2009 г., той преминава през всички възрастови групи и дебютира за мъжкия състав на 15 май 2018 г. при победата с 2:0 над Верея. През юли същата година подписва първия си професионален договор с клуба. Като основна фигура в първия отбор се налага през сезон 2019/2020, когато записва 27 мача за първенство и 5 за купата на България. Първия си гол бележи на 7 декември 2019 г. при победата с 3:1 над Берое. Общо за състава на Ботев записва 39 мача за първенство и 6 за купата на България, преди да бъде продаден на 6 октомври 2020 г. на „Хееренвеен“ за сумата от 150 хиляди евро.
Договорът му с нидерландския отбор е двугодишен с опция за подновяване с още един сезон. Там обаче не успява да се наложи и записва само 1 участие за първия тим – на 21 август 2021 г. при победата с 3:2 над РКК Валвейк.
ЦСКА
На 5 юни 2022 г. подписва тригодишен договор с ЦСКА, като получава екипа с номер 8. Дебютира за армейците на 10 юли 2022 г. при победата с 3:0 над „Арда“ на стадион „Българска армия“. В рамките на първите два сезона взема участие в 56 мача за първенство, в които вкарва 4 гола и записва 3 асистенции.

## Национален отбор
Между 2017 г. и 2018 г. играе за националния отбор на България до 17 години, като взема участие в 9 мача и бележи веднъж. В периода 2019 – 2021 г. има 8 мача с 1 гол и 1 асистенция за формацията до 19 години, след което е част от тима до 21 години, за който записва 19 мача с 2 гола и 7 асистенции.
Дебютът му за мъжкия национален отбор е на 27 март 2023 г. в мач от квалификациите за Европейско първенство по футбол 2024 срещу Унгария.